# Kanton Athis-Val de Rouvre
Der Kanton Athis-Val de Rouvre (früher Athis-de-l’Orne) ist ein französischer Wahlkreis im Arrondissement Argentan im Département Orne in der Region Normandie; sein Hauptort ist Athis-Val de Rouvre, Vertreter im Generalrat des Départements ist seit 2008 Philippe Senaux. 
Der Kanton ist 458,69 km² groß und hat (2022) 14.941 Einwohner, was einer Bevölkerungsdichte von 33 Einwohnern pro km² entspricht. 

## Gemeinden
Der Kanton besteht aus 30 Gemeinden mit insgesamt 14.941 Einwohnern (Stand: 1. Januar 2022) auf einer Gesamtfläche von 458,46 km²:
| Gemeinde                     | Einwohner 1. Januar 2022 | Fläche km² | Dichte Einw./km² | Code INSEE | Postleitzahl |
| ---------------------------- | ------------------------ | ---------- | ---------------- | ---------- | ------------ |
| Athis-Val de Rouvre          | 4.208                    | 76,74      | 55               | 61007      | 61000, 61430 |
| Bazoches-au-Houlme           | 455                      | 28,64      | 16               | 61028      | 61210        |
| Berjou                       | 427                      | 8,82       | 48               | 61044      | 61430        |
| Briouze                      | 1.511                    | 17,15      | 88               | 61063      | 61220        |
| Cahan                        | 162                      | 5,87       | 28               | 61069      | 61430        |
| Champcerie                   | 177                      | 8,94       | 20               | 61084      | 61210        |
| Craménil                     | 128                      | 8,09       | 16               | 61137      | 61220        |
| Durcet                       | 289                      | 9,54       | 30               | 61148      | 61100        |
| Faverolles                   | 132                      | 10,57      | 12               | 61158      | 61600        |
| Giel-Courteilles             | 484                      | 12,58      | 38               | 61189      | 61210        |
| Habloville                   | 335                      | 11,7       | 29               | 61199      | 61210        |
| La Lande-Saint-Siméon        | 163                      | 5,33       | 31               | 61219      | 61100        |
| Le Grais                     | 206                      | 12,21      | 17               | 61195      | 61600        |
| Le Ménil-de-Briouze          | 529                      | 21,39      | 25               | 61260      | 61220        |
| Les Yveteaux                 | 100                      | 5,79       | 17               | 61512      | 61210        |
| Lignou                       | 139                      | 7,61       | 18               | 61227      | 61220        |
| Ménil-Gondouin               | 157                      | 9,17       | 17               | 61265      | 61210        |
| Ménil-Hermei                 | 201                      | 6,61       | 30               | 61267      | 61210        |
| Ménil-Hubert-sur-Orne        | 487                      | 10,68      | 46               | 61269      | 61430        |
| Ménil-Vin                    | 48                       | 3,62       | 13               | 61273      | 61210        |
| Montreuil-au-Houlme          | 127                      | 7,82       | 16               | 61290      | 61210        |
| Neuvy-au-Houlme              | 198                      | 15,62      | 13               | 61308      | 61210        |
| Pointel                      | 305                      | 7,52       | 41               | 61332      | 61220        |
| Putanges-le-Lac              | 2.115                    | 76,91      | 27               | 61339      | 61210        |
| Saint-André-de-Briouze       | 175                      | 12,21      | 14               | 61361      | 61220        |
| Saint-Hilaire-de-Briouze     | 299                      | 13,63      | 22               | 61402      | 61220        |
| Saint-Philbert-sur-Orne      | 112                      | 5,97       | 19               | 61444      | 61430        |
| Sainte-Honorine-la-Chardonne | 681                      | 14,4       | 47               | 61407      | 61430        |
| Sainte-Honorine-la-Guillaume | 348                      | 14,87      | 23               | 61408      | 61210        |
| Sainte-Opportune             | 243                      | 8,46       | 29               | 61436      | 61100        |
| Kanton Athis-Val de Rouvre   | 14.941                   | 458,46     | 33               | 6106       | –            |

Bis zur Neuordnung bestand der Kanton Athis-Val de Rouvre aus den 15 Gemeinden Athis-de-l’Orne, Berjou, Bréel, Cahan, La Carneille, Durcet, La Lande-Saint-Siméon, Ménil-Hubert-sur-Orne, Notre-Dame-du-Rocher, Ronfeugerai, Saint-Pierre-du-Regard, Sainte-Honorine-la-Chardonne, Ségrie-Fontaine, Taillebois und Les Tourailles. Sein Zuschnitt entsprach einer Fläche von 140,68 km2.

## Veränderungen im Gemeindebestand seit der landesweiten Neuordnung der Kantone
2016:
- Fusion Athis-de-l’Orne, Bréel, La Carneille, Les Tourailles, Notre-Dame-du-Rocher, Ronfeugerai, Ségrie-Fontaine und Taillebois → Athis-Val de Rouvre
- Fusion Chênedouit, La Forêt-Auvray, La Fresnaye-au-Sauvage, Les Rotours, Ménil-Jean, Putanges-Pont-Écrepin, Rabodanges, Saint-Aubert-sur-Orne und Sainte-Croix-sur-Orne → Putanges-le-Lac

## Bevölkerungsentwicklung
| 1962  | 1968  | 1975  | 1982  | 1990  | 1999  | 2006  |
| ----- | ----- | ----- | ----- | ----- | ----- | ----- |
| 7.009 | 7.606 | 7.534 | 7.818 | 7.788 | 7.342 | 7.630 |